# Orage d'été
Pour les articles homonymes, voir Orage (homonymie).
Pour plus de détails, voir Fiche technique et Distribution.
Orage d'été est un film franco-italien réalisé par Jean Gehret sorti en 1949. Une version italienne sera tournée en 1950 : Due sorelle amano.

## Synopsis
Un Anglais séduisant qui passe ses vacances en France, fait irruption dans une famille française.

## Fiche technique
- Titre anglais : Summer Storm
- Réalisation : Jean Gehret
- Scénario : Michel Davet[1]
- Format : Son mono - Noir et blanc - 35 mm - 1,37:1
- Genre : Film dramatique
- Durée : 95 minutes
- Date de sortie : 
  - France : 22 décembre 1949

## Distribution
- Gaby Morlay : Mme Arbelot
- Odette Joyeux : Marie-Blanche
- Peter Trent : Ralph
- Antoine Balpêtré
- Odile Versois
- Marina Vlady
- Olga Varen
- Alain Feydeau
- Laure Thierry